# Cantó de La Grand-Croix
El cantó de La Grand-Croix era una divisió administrativa francesa del departament del Loira, situat al districte de Saint-Étienne. Comptava 10 municipis i el cap era La Grand-Croix. Va desaparèixer el 2015.

## Municipis
- Cellieu
- Chagnon
- Doizieux
- Farnay
- La Grand-Croix
- L'Horme
- Lorette
- Saint-Paul-en-Jarez
- La Terrasse-sur-Dorlay
- Valfleury

## Història
| Data d'elecció                           | Identitat       | Partit              | Qualitat |
| ---------------------------------------- | --------------- | ------------------- | -------- |
| 1973-1976                                | André Chazalon  | CD, després UDF-CDS |          |
| 1976-1989                                | Félix Franc     | PS                  |          |
| 1989-2001                                | Claude Escot    | Divers droite       |          |
| 2001-2015                                | Solange Berlier | UDF, després NC     |          |
| les dades anteriors no són pas conegudes |                 |                     |          |
|                                          |                 |                     |          |

## Demografia
| A partir de 1990: Població sense dobles comptes |